# Speicher Allgemeine

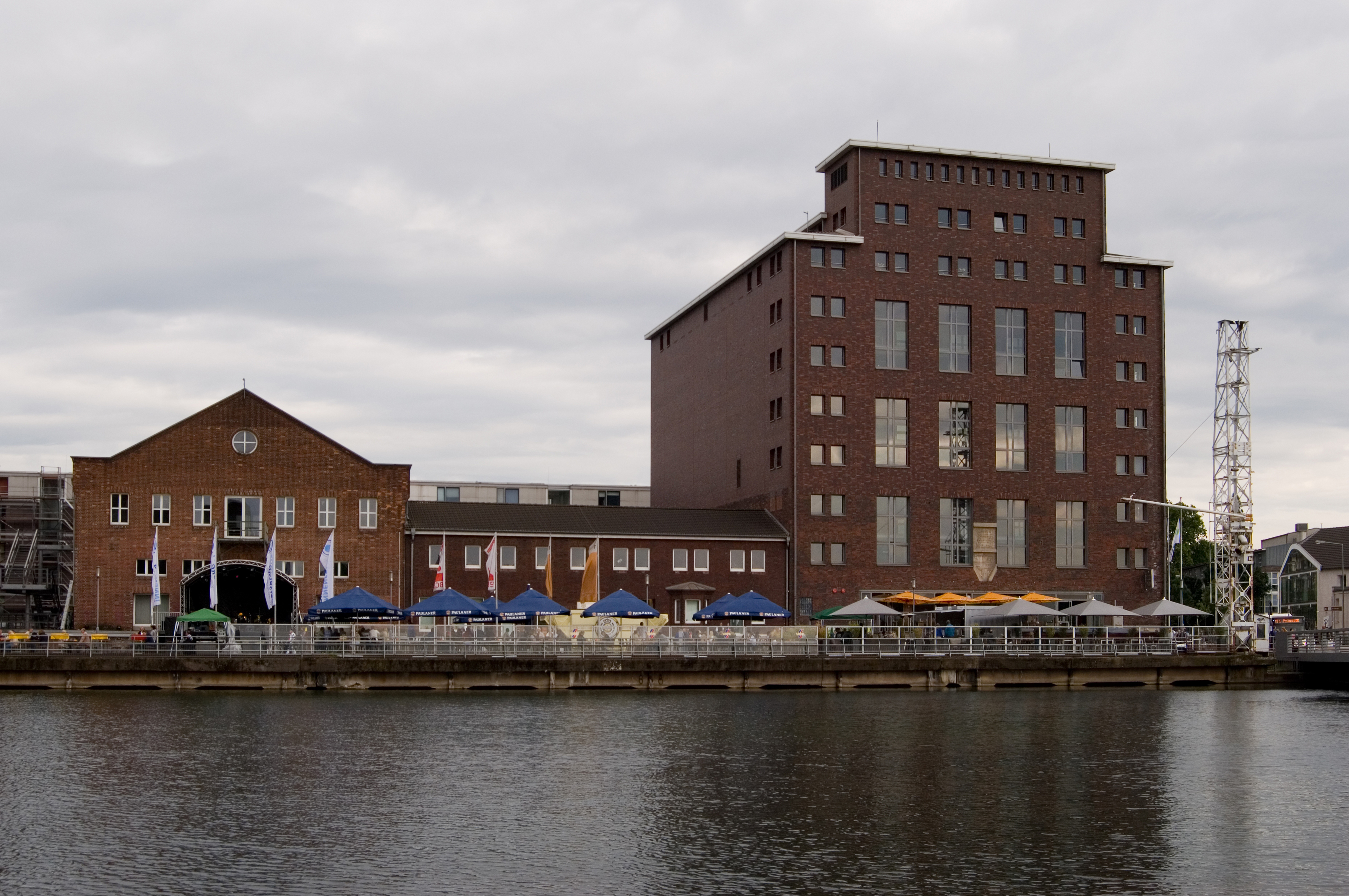
Der Speicher Allgemeine (rechts) mit dem Hafenforum

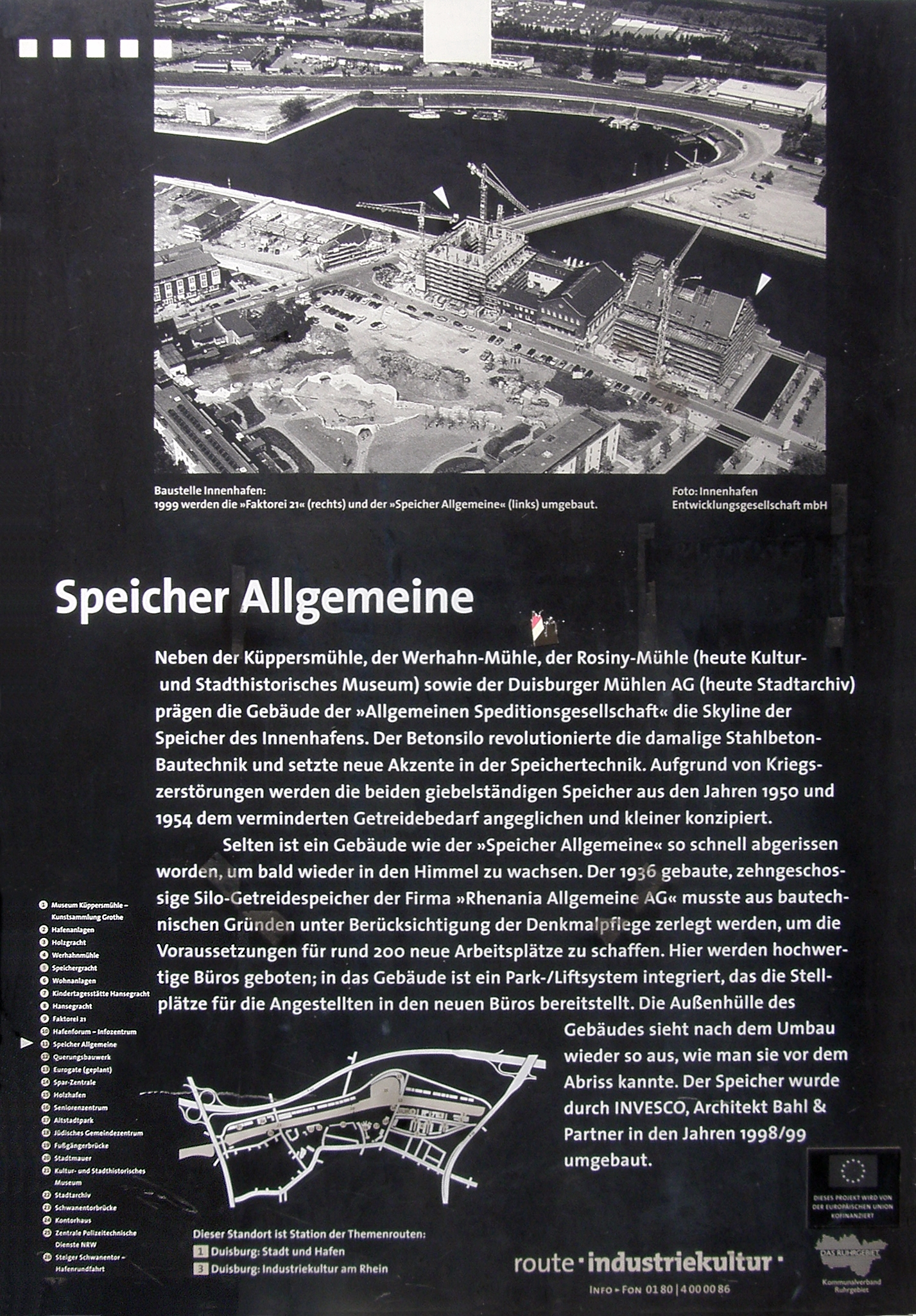
Infoschild am Gebäude

Der Speicher Allgemeine ist ein ehemaliger Getreidespeicher im Duisburger Innenhafen, der jetzt als Büro- und integriertes Parkhaus genutzt wird. 
1936 war der zehngeschossige Silo-Getreidespeicher von der Allgemeine Speditions AG als moderner Stahlbetonbau mit Ziegelverkleidung erbaut worden. Bis auf die Hafenseite, wo das Treppenhaus und einige Nebenräume untergebracht waren, hatte er keine Fenster. Das Getreide lagerte in senkrechten Betonkammern. 
Der Umbau wurde nach zwölfmonatiger Bauzeit Ende 1999 fertiggestellt, als Investor war die Allgemeine Speicher Projektentwicklungsgesellschaft mbH, als Architekturbüro war Bahl & Partner aus Hagen tätig. Die Projektleitung wurde von dem Essener Immobilienunternehmen Kölbl Kruse GmbH durchgeführt. Für den Umbau musste der komplette Bau bis auf die Grundmauern zerlegt und von Grund auf saniert und modern ausgebaut werden, anstelle der Getreidekammern wurden einzelne Geschossdecken eingezogen. Danach wurde die Außenhaut originalgetreu und denkmalgerecht wieder vorgebaut, ähnlich wie bei der Werhahnmühle im weiteren Verlauf der Speicherzeile. Die dunkle Mitte des Gebäudes erhielt eine Hochgarage für die Fahrzeuge der Mitarbeiter. Diese werden mittels eines Liftes vollautomatisch in einzelne Hochregalkammern einsortiert. Außen herum entstanden durch neue, zweigeschossige Fensterreihen, 200 helle Büros. Das Erdgeschoss ist für Gastronomiebetriebe ausgelegt. 
Mieter ist die Carl Spaeter GmbH, eine Stahlhandelsfirma. Die Brutto-Grundfläche beträgt 9.600 m².